# Classe Impetuoso
La classe Impetuoso est la première classe de destroyers italiens construite après-guerre pour la marine de guerre italienne.

Elle ne comprend que deux unités.

## Histoire
Ces deux destroyers sont basés sur ceux de classe Comandanti Medaglie d'Oro non terminée durant la guerre et équipés de matériel américain au niveau de la machinerie, de l'armement et de radar.

Leur programme de modernisation comportait l'installation du premier système de missile guidé par électronique. Cela ne fut pas réalisé.

## Unités
| N° coque | Nom       | Chantier           | Lancement       | Fin de service | Photo |
| -------- | --------- | ------------------ | --------------- | -------------- | ----- |
| D 558    | Impetuoso | CNR à Riva Trigoso | 25 janvier 1958 | 1983           |       |
| D 559    | Indomito  | Ansaldo à Livourne | 23 février 1958 | 1980           |       |